# الوزايد (وشحة)

تعديل مصدري - تعديل

الوزايد هي إحدى قرى عزلة ضاعن بمديرية وشحة التابعة لمحافظة حجة، بلغ تعداد سكانها 214 نسمة حسب تعداد اليمن لعام 2004.